# چوپا چوپا
چوپا چوپا (نام علمی: Quararibea cordata) نام یک گونه از تیره پنیرکیان است.